# Гаміна
Га́міна, Ха́міна, до 1917 року — Фрідріхсга́м (фін. Hamina фін. вимова: [ˈhɑminɑ]; швед. Fredrikshamn, Фінляндія Шведською: [freːdriksˈhɑmn] ( прослухати), Швеція Шведською: [freːdrɪksˈhamːn]) — місто та муніципалітет у Фінляндії. Великий порт, який спеціалізується на експорті деревини у Російську Федерацію.

## Історія
Місто виникло після Великої Північної війни 1700—1721. Відбудовувалося як прикордонне місто з Московською державою. 1723 назване сучасним іменем на честь новообраного короля Швеції Фредріка І. 1743 — захоплений Російською імперією. 1809 тут же укладено відому Фредріксгамнську угоду між Швецією та Російською імперією за підсумками дворічної війни. Під час Другої Світової війни зазнав бомбардувань з боку СРСР (зруйновано 60 будинків).
1960 року в місті збудовано великий нафтовий порт.
Велика туристична індустрія (понад 50 музеїв).